# Barima-Waini
Barima-Waini, Region 1 – jeden z dziesięciu regionów Gujany położony w północno-zachodniej części państwa. Na północy ma dostęp do Oceanu Atlantyckiego, od wschodu graniczy z regionem Pomeroon-Supenaam, od południa z Cuyuni-Mazaruni, a od zachodu z wenezuelskimi stanami Bolívar i Delta Amacuro. Stolicą regionu jest Mabaruma. Pozostałe miejscowości to m.in. Port Kaituma, Matthew's Ridge, Morawhanna, Towakaima, Koriabo, Hosororo, Arakaka i Moruca.

## Geografia
Powierzchnię regionu zajmuje głównie porośnięta lasem równikowym Wyżyna Gujańska, a także wąski pas nizin przybrzeżnych nad Atlantykiem. Przez region przepływają rzeki Barima, Waini, Barama, Moruka i Kaituma.
Wybrzeże regionu słynie z plaż, zwłaszcza z Shell Beach, która jest domem dla czterech gatunków żółwi morskich podczas ich gniazdowania okresie od marca do lipca. Jeden z gatunków, żółw oliwkowy jest tu niemal wymarły. Pozostałe gatunki to żółw zielony, żółw szylkretowy i żółw skórzasty, który jest obecnie największym żyjącym żółwiem na świecie. Często spotykany na plażach regionu Barima-Waini jest również ibis szkarłatny, będący ptakiem narodowym Trynidadu i Tobago.

## Gospodarka
Głównym przedmiotem działalności gospodarczej w regionie jest zrywka drewna. Największym przedsiębiorstwem prowadzącym tego typu działalność jest Barama Company, które transportuje drewno do regionu Demerara-Mahaica, gdzie zostaje przetworzone sklejkę. W tutejszych lasach prowadzone jest także wydobycie złota i diamentów. Swą działalność prowadzą tu freelancerzy nazywani Porknockers, którzy na własną rękę poszukują złota, często w rzekach za pomocą pogłębiarek.

## Demografia
Miejscowa ludność żyje głównie w indiańskich osadach. Rząd gujański, od czasu reformy administracyjnej w 1980 r., przeprowadzał kolejne spisy ludności w 1980, 1991, 2002 i 2012 r. Według ostatniego spisu populacja wynosiła 26 941 mieszkańców. Barima-Waini jest czwartym regionem pod względem powierzchni, czwartym najmniejszym pod względem populacji i także czwartym, najrzadziej zaludnionym regionem Gujany.
| Rok  | Populacja |
| ---- | --------- |
| 2012 | 26 941    |
| 2002 | 24 275    |
| 1991 | 18 428    |
| 1980 | 18 329    |

## Miejscowości
Miejscowości w regionie Barima-Waini:

- Acquero (Akwero, Aqueero)
- Arakaka
- Barabina Hill
- Baramani (Baramanna, Baramanni, Barimanni)
- Baramita
- Chinese Landing
- Cummingsburg
- Five Star (Five Star Landing, Five Stars)
- Hobediah
- Hosororo (Hossororo)
- Hotakwai
- Iguapa (Igupa Village)

- Ipotaikuru
- Issororo
- Jonestown
- Kaituma
- Kamwatta Hill
- Kariakau (Kariaku)
- Kokerit (Kokerit Landing, Kokerite)
- Konora Village (Konoro Village)
- Koriabo
- Kumaka
- Kwebanna (Kwabanna)
- La Juanita (Juanita)
- Mabaruma (administrative centre)

- Manari (Manari Village)
- Manawarin
- Matthew's Ridge
- Mission Landing
- Morawhanna
- Moruca
- Mount Everard
- Mubohina
- Pakera
- Parapimai
- Port Kaituma
- Red Hill Settlement

- Saint Bede's Mission (Saint Bedes)
- Saint Benedict Mission
- Santa Cruz
- Santa Rosa (Santa Rosa Mission)
- Sinclair Landing
- Surprise Hill
- Towakaima (Towakaima Landing, Towokaima Falls)
- Waikerebi Mission
- Waramuri (Waramuri Mission)
- Waropoko Mission
- Wauna-Yarakita (Wauna-Yarikita)